# Itaquitinga
Itaquitinga est une municipalité brésilienne située dans l'État du Pernambouc.